# Damase DuBuisson

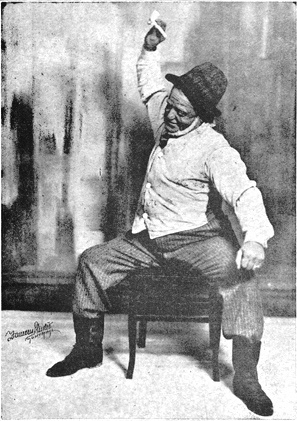
Damase DuBuisson

Damase DuBuisson (eigentl.: Damase Champagne) (* 1879 in Québec; † Februar 1945 in Montreal) war ein kanadischer Schauspieler und Sänger.
Champagne heiratete 1898 die Sängerin Blanche Fournier. Beide begannen ihre professionelle Karriere unter dem gemeinsamen Bühnennamen DuBuisson 1899 im Konzertcafé Eldorado in Montreal. 1900–1901 trat sie im Sohmer Park unter Leitung von Ernest Lavigne in Operettenproduktionen wie Carmen, Les cloches de Corneville und La mascotte auf. In dieser Zeit unternahmen sie auch mit der Truppe von Henri Miro zwei Tourneen nach Saint-Pierre and Miquelon.
In der Folgezeit trat DuBuisson am Bijou théâtre in Vaudevilles mit Albert Roberval, Louis Vérande und Lucien Boyer auf. 1903 kehrte das Paar nach Québec zurück, und beide wirkte an Operettenaufführungen mit Rose Delyus, Juana Laviolette und Victor Occellier mit und spielten am Théâtre national und am Théâtre Les Nouveautés.
1906 gründete DuBuisson mit Ernest Ouimet das Cinéma Oumetoscope, zwei Jahre später eröffnete er das Kinotheater Nationascope. 1909 ging das Paar wieder nach Montreal, wo beide am Théâtre Les Nouveautés auftraten. Es folgten Tourneen mit Albert Roberval, Albert Duquesne, Paul Coutlée und Elzéar Hamel, und am Théâtre canadien-français wirkte DuBuisson an einer Reihe von Operettenaufführungen mit Jeanne Maubourg, Simone Rivière, Armand Robi und Hector Pellerin mit.
Von 1911 bis 1915 war er künstlerischer Leiter des Nationascope, im Jahr 1916 nahm er auf Anregung von Roméo Beaudry vierzehn Titel bei Columbia Records in New York auf, darunter neben Caféhausliedern auch Kompositionen von Almar Perrault. Weitere zehn Aufnahmen entstanden 1926 beim Label Starr.
In den 1930er Jahren wirkte DuBuisson neben seiner Frau in einigen Radio-Soaps wie Le curé de village von Robert Choquette mit. Insgesamt trat er in seiner Laufbahn in mehr als 800 Schauspielen, Komödien und Operetten auf.